# 苟頽
苟頹（5世紀—489年），鮮卑姓若干氏，鮮卑名丘頹，代人，官至司空公，征北大將軍，爵封河東王，諡號僖，北魏四朝大臣。

## 生平
苟頹的曾祖苟烏提，在道武帝時期有功績，封吳寧子，父親苟洛跋，曾擔任內行長。苟頹個性溫厚穩重且沉默寡言、嚴厲剛毅又清廉正直，武力過人，拔擢為中散，做事時小心謹慎。北魏太平真君十一年（450年），太武帝率軍南征，啟用苟頹為前鋒都將，每遇戰陣經常一馬當先，隔年（451年）北魏軍隊抵達長江，加官寧遠將軍，封建德男。後歷官至洛州刺史，在州之時理政風格嚴厲，抑強扶弱，山區的蠻族畏懼其威嚴，皆不敢為盜寇。
承明元年（476年），文明太后命令公卿推舉有才幹，足以委任政事之人，眾大臣皆推薦苟頹，於是徵拜為殿中尚書、散騎常侍，太和元年（477年）轉任都曹尚書、安東將軍、封河南公。
苟頹為人方正，又直言不諱，當時文明太后的下詔決令不能符合人情，苟頹皆懇切勸說，從未迎合奉承，文明太后在太和元年（477年）先誅殺范陽公李訢，隔年（478年）再殺南郡王李惠，當時苟頹皆有所諫言，但太后不聽從。太和三年（479年），官拜司空公、征北大將軍、陞爵河東王，因其耆老的身分，特許乘坐步挽，執杖上朝，苟頹的身材矮小，無論面貌或姿態皆不及淮南王拓跋他、東陽王拓跋丕、淮陽王尉元等老臣。
太和五年（481年），孝文帝元宏御駕南巡，苟頹留守代京，沙門法秀此時起事作亂，苟頹率領禁軍與于烈等將領迅速收捕其黨羽，安穩情勢，車駕還都之後，文明太后對他說：「當天您如果心懷遲疑不即時動作，處分失據，那事情的發展就無法預料了。今天京城未發生動亂，宗廟社稷能夠安定，實在是您的功勞啊。」於是下詔褒獎苟頹，免除其賦役。太和十三年（489年）十二月，苟頹過世，元宏痛惜，贈與許多助喪的財物。

## 家庭

### 兄弟
- 苟若周，北魏安南将军、豫州刺史、颍川侯
- 苟寿乐，北魏散骑常侍、殿中尚书、晋安侯

### 子女
- 苟愷，武川鎮都大將，襲降封河東公
- 苟養，步兵校尉
- 苟資，武衛將軍，後將軍

## 延伸阅读
[在维基数据编辑]
 《魏書·卷44》，出自魏收《魏书》
 《北史·卷025》，出自李延壽《北史》